# جین‌جین
پارک جین وو (کره‌ای: 박진우؛ زادهٔ ۱۵ مارس ۱۹۹۶) که بیشتر با نام هنری جین‌جین (کره‌ای: 진진؛ انگلیسی: Jinjin) شناخته می‌شود، رپر، خواننده، آهنگساز، رقصنده و مدل اهل کره جنوبی است. او در ۲۳ آوریل ۲۰۱۶ به عنوان لیدر گروه پسرانهٔ کره‌ای آسترو زیر نظر فنتجیو فعالیت خود را آغاز کرد. او همچنین یکی از اعضای گروه دونفرهٔ جین‌جین و راکی بود.

## حرفه

### ۲۰۱۵: پیش از آغاز فعالیت
جین‌جبن به مدت دوسال کارآموز فنتجیو بود پیش از اینکه با گروه آسترو فعالیتش را آغاز کند. او پنجمین کارآموزی است که به‌طور رسمی با فنتجیو آی‌تین فوتو تست کات معرفی شد. پیش از آغاز فعالیت، جین‌جین به همراه پنج عضو دیگر آسترو، در یک مجموعه اینترنتی به نام ادامه دارد حضور پیدا کردند.

## فیلم‌شناسی

### مجموعه اینترنتی
| سال  | عنوان                            | نقش        | توضیحات        | منابع |
| ---- | -------------------------------- | ---------- | -------------- | ----- |
| ۲۰۱۵ | ادامه دارد                       | خودش       |                | [ ۲ ] |
| ۲۰۱۶ | برخی از دستورالعمل‌های رمانتیک من |            | مهمان (قسمت ۶) |       |
| ۲۰۱۷ | انتقام شیرین                     | خودش       |                |       |
| ۲۰۱۹ | سول پلیت                         | فرشته آریل |                | [ ۳ ] |

### برنامه تلویزیونی
| سال  | عنوان         | نقش               | منابع |
| ---- | ------------- | ----------------- | ----- |
| ۲۰۱۹ | تنهایی سفر کن | عضو گروه بازیگران | [ ۴ ] |

### برنامه اینترنتی
| سال  | عنوان                    | نقش               | منابع |
| ---- | ------------------------ | ----------------- | ----- |
| ۲۰۲۱ | اکس: خط پایان، آغاز جدید | عضو گروه بازیگران | [ ۵ ] |
| ۲۰۲۲ | اکس: دنیای جدید          | عضو گروه بازیگران | [ ۶ ] |

### پادکست
| سال  | عنوان                             | منابع |
| ---- | --------------------------------- | ----- |
| ۲۰۲۱ | آن‌باکسینگ دابلیو/ جین‌جین اند کینو | [ ۷ ] |